# Хуан Хайян
Хуан Хайян  (кит.: 黄 海洋, 1 листопада 1985) — китайська фехтувальниця, олімпійська медалістка.

## Виступи на Олімпіадах
| Олімпіада  | Дисципліна      | Місце |
| ---------- | --------------- | ----- |
| Пекін 2008 | шабля, особисті | 25    |
| Пекін 2008 | шабля, командні | 2     |